# Thai hagyományos óra
A thaiföldi hagyományos vagy hatórás óra egy tradicionális időmérési rendszer Thaiföldön, amelyet a hivatalos 24 órás időbeosztás mellett még ma is használnak. A hagyományos óra a napot négy részre osztja, amelyekben 6-6 óra van, vagyis a hagyományos rendszer is 24 órára osztja fel a napot. Az egyes hatórás negyedekben az órákat a negyedekre jellemző kifejezés előzi meg:
- ... mong csau (thai nyelven...โมงเช้า, IPA: [mōːŋ tɕʰáːw]) a délelőtti órákban (07:00-től  12:59-ig)
- Báj ... mong (thai nyelven: บ่าย...โมง, [bàːj mōːŋ]) a délutáni órákban (13:00-tól 18:59-ig)
- ... thum (thai nyelven: ...ทุ่ม, [tʰûm]) az éjszaka első felében (19:00-től 00:59-ig)
- Ti ... (thai nyelven: ตี..., [tīː]) az éjszaka második felében (01:00-től 06:59-ig)

A kifejezések feltehetően a hagyományos időmérő szerkezetek által kiadott hangokból erednek: nappal gongütés hangja jelezte az órákat, éjszaka pedig dobok. A mong feltehetően a gong hangjára utal, a thum pedig a dobokra. A ti ige jelentése megütni, elütni. A csau és báj jelentése reggel és délután, és a két nappali negyed megkülönböztetését segíti.
Az egyes negyedek hatodik óráját különleges kifejezések jelölik. A hajnali hatodik óra neve jam rung (ย่ำรุ่ง, [jâm rûŋ]), míg az alkonyati hatodik óra neve jam kham (ย่ำค่ำ, [jâm kʰâm]), mindkét név utal a gong vagy a dob megütésére (jam), míg a rung és a kham szavak jelentése hajnal és alkonyat, vagyis az óra elütésének idejét jelöli. A delet és az éjfélt is a thiang szóval fejezik ki (เที่ยง, [tʰîaːŋ], vagyis thiang van és เที่ยงวัน, [tʰîaːŋ wān]) és thiang khuen (เที่ยงคืน, [tʰîaːŋ kʰɯ̄ːn]), jelentésük dél és éjfél.
A hagyományos hatórás időmérő rendszert ebben a formában az Ajutthaja-királyság (14. század) óta használják, de hivatalosan csak 1901-ben foglalta a maihoz hasonló rendszerbe Csulalongkorn király. Egyszerűsített változata is létezik, amelyben a reggeli órákat (6 és 12 között) a 12 órás rendszernek megfelelően nevezték el.
A hagyományos, a módosított hagyományos és az ISO szabványnak megfelelő 24 órás rendszerek összehasonlítása:
| 6 órás     | 6 órás               | 6 órás                           | 6 órás        | Módosított 6 órás  | Módosított 6 órás          | 24 órás      |
| Jelentése  | Thai írással         | Hivatalos átírással              | Jegyzet       | Thai írással       | Hivatalos átírással        | ISO          |
| ---------- | -------------------- | -------------------------------- | ------------- | ------------------ | -------------------------- | ------------ |
| hajnali 1  | ตีหนึ่ง                 | ti nüng                          | nüng = egy    | ตีหนึ่ง               | ti nüng                    | 01:00        |
| hajnali 2  | ตีสอง                 | ti szong                         | szong = kettő | ตีสอง               | ti szong                   | 02:00        |
| hajnali 3  | ตีสาม                 | ti szám                          | szám = három  | ตีสาม               | ti szám                    | 03:00        |
| hajnali 4  | ตีสี่                   | ti szí                           | szí = négy    | ตีสี่                 | ti szí                     | 04:00        |
| hajnali 5  | ตีห้า                  | ti há                            | há = öt       | ตีห้า                | ti há                      | 05:00        |
| reggel 6   | ตีหก, ย่ำรุ่ง            | ti hok, jam rung                 | hok = hat     | หกโมงเช้า           | hok mong csau              | 06:00        |
| délelőtt 1 | โมงเช้า               | mong csau                        |               | เจ็ดโมง             | cset mong                  | 07:00        |
| délelőtt 2 | สองโมงเช้า            | szong mong csau                  |               | แปดโมง             | pet mong                   | 08:00        |
| délelőtt 3 | สามโมงเช้า            | szám mong csau                   |               | เก้าโมง             | kao mong                   | 09:00        |
| délelőtt 4 | สีโมงเช้า              | szí mong csau                    |               | สิบโมง              | szip mong                  | 10:00        |
| délelőtt 5 | ห้าโมงเช้า             | há mong csau                     |               | สิบเอ็ดโมง           | szip et mong               | 11:00        |
| dél        | เที่ยงวัน               | thiang van                       |               | เที่ยง(วัน)           | thiang (van)               | 12:00        |
| délután 1  | บ่ายโมง               | báj mong                         |               | บ่ายโมง             | báj mong                   | 13:00        |
| délután 2  | บ่ายสองโมง            | báj szong mong                   |               | บ่ายสอง(โมง)        | báj szong (mong)           | 14:00        |
| délután 3  | บ่ายสามโมง            | báj szám mong                    |               | บ่ายสาม(โมง)        | báj szám (mong)            | 15:00        |
| délután 4  | บ่ายสี่โมง              | báj szí mong                     |               | สี่โมงเย็น, บ่ายสี่โมง   | szí mong jen, báj szí mong | 16:00        |
| délután 5  | บ่ายห้าโมง             | báj há mong                      |               | ห้าโมงเย็น, บ่ายห้าโมง | há mong jen, báj há mong   | 17:00        |
| délután 6  | หกโมงเย็น, ย่ำค่ำ       | hok mong jen, jam kham           |               | หกโมงเย็น           | hok mong jen               | 18:00        |
| éjszaka 1  | หนึ่งทุ่ม                | nüng thum                        |               | หนึ่งทุ่ม              | nüng thum                  | 19:00        |
| éjszaka 2  | สองทุ่ม                | szong thum                       |               | สองทุ่ม              | szong thum                 | 20:00        |
| éjszaka 3  | สามทุ่ม                | szám thum                        |               | สามทุ่ม              | szám thum                  | 21:00        |
| éjszaka 4  | สี่ทุ่ม                  | szí thum                         |               | สี่ทุ่ม                | szí thum                   | 22:00        |
| éjszaka 5  | ห้าทุ่ม                 | há thum                          |               | ห้าทุ่ม               | há thum                    | 23:00        |
| éjfél      | หกทุ่ม, เที่ยงคืน, สองยาม | thiang khün, hok thum, szong jam |               | เที่ยงคืน, หกทุ่ม       | thiang khün, hok thum      | 24:00, 00:00 |